# Charles Barbantan
Charles Barbantan, né à Avignon le 22 septembre 1845 et mort à Graveson le 2 mars 1932, est un peintre français.

## Biographie
Charles Barbantan est l'élève de Charles Guilbert d'Anelle et expose régulièrement au Salon des artistes français dès 1865 ainsi qu'à différentes expositions avignonnaises. Il réalise plusieurs fresques pour la décoration de nombreuses églises du Vaucluse et des Bouches-du-Rhône. En 1881 il se marie avec Adèle Aubert dont il aura un fils Gaston Barbantan (1882-1961) qui sera également artiste peintre.

## Œuvres
Charles Barbantane assiste son maître Charles Guilbert d'Anelle pour la décoration de l'église abbatiale de Saint-Michel de Frigolet située sur le territoire de la commune de Tarascon.
Parmi les différentes églises qu'il décore on peut citer les suivantes :
- église Notre-Dame-de-l'Immaculée-Conception situé dans le hameau des Valayans, à Pernes-les-Fontaines dans le Vaucluse. Cette église ainsi que ses décorations intérieures ont été inscrites au titre des monuments historiques le 14 octobre 2014[2].
- Basilique Saint-Pierre d'Avignon : fresques des chapelles de saint Antoine de Padoue et de saint Joseph